# Automobiles Astatic
Automobiles Astatic war ein französischer Hersteller von Automobilen.

## Unternehmensgeschichte
Das Unternehmen war in Saint-Ouen ansässig. Die Produktionszeit war entweder von 1920 bis 1922 oder von 1922 bis 1923. Der Markenname lautete Astatic.

## Fahrzeuge
Das einzige Modell war ein leichter Kleinwagen, der je nach Quelle als Voiturette oder Cyclecar bezeichnet wurde.
Die Wagen waren mit Einzelradaufhängung rundum ausgestattet. Jedes Rad war mit einem Kniehebel mit einer horizontal liegenden Schraubenfeder verbunden. Das Hinterachsdifferential war fest mit dem Fahrwerk verbunden und die Hinterräder mit Kardanwellen mit ihm verbunden. Angetrieben wurden die Wagen mit S.C.A.P.-Motoren mit 894 cm³ oder 1100 cm³ Hubraum.